# Filipijnse senaatsverkiezingen 1916
Op 3 oktober 1916 werden de Filipijnse senaatsverkiezingen 1916 georganiseerd. De Filipijnse stemgerechtigden kozen op deze dag de leden van het nieuwe oprichtte Filipijnse Senaat. 

## Resultaten senaatsverkiezingen
| District     | Senator | Senator              | Partij        |
| ------------ | ------- | -------------------- | ------------- |
| 1e district  |         | Vicente Encarnacion  | Progresista   |
| 1e district  |         | Juan Villamor        | Nacionalista  |
| 2e district  |         | Aquilino Calvo       | Nacionalista  |
| 2e district  |         | Pedro Maria Sison    | Nacionalista  |
| 3e district  |         | Isauro Gabaldon      | Nacionalista  |
| 3e district  |         | Francisco Liongson   | Nacionalista  |
| 4e district  |         | Pedro Guevara        | Nacionalista  |
| 4e district  |         | Rafael Palma         | Nacionalista  |
| 5e district  |         | Vicente Ilustre      | Onafhankelijk |
| 5e district  |         | Manuel Quezon        | Nacionalista  |
| 6e district  |         | Mario Guarina        | Nacionalista  |
| 6e district  |         | Leoncio Imperial     | Nacionalista  |
| 7e district  |         | Jose Altavas         | Nacionalista  |
| 7e district  |         | Francisco Villanueva | Nacionalista  |
| 8e district  |         | Espiridion Guanco    | Nacionalista  |
| 8e district  |         | Manuel Lopez         | Nacionalista  |
| 9e district  |         | Esteban Singson      | Nacionalista  |
| 9e district  |         | Jose Maria Veloso    | Nacionalista  |
| 10e district |         | Mario Guarina        | Nacionalista  |
| 10e district |         | Leoncio Imperial     | Nacionalista  |
| 11e district |         | Nicolas Capistrano   | Nacionalista  |
| 11e district |         | Jose Clarin          | Nacionalista  |
| 12e district |         | Hadji Butu           | Nacionalista  |
| 12e district |         | Joaquin Luna         | Nacionalista  |